# Butobarbital
Butobarbital, también llamado butethal, Soneryl, y Neonal, es una droga hipnótica que es derivado de los barbitúricos.
Fue desarrollado por Poulenc Brothers (ahora parte de Rhône Poulenc) en 1921.